# کاسابیخا
کاسابیخا دهستانی در استان آبیلای اسپانیا است.
در این دهستان ۱٬۵۶۴ نفر زندگی می‌کنند. مساحت این دهستان ۳۹٫۴۵ کیلومتر مربع است.